# 初山翔
初山 翔（はつやま しょう、1988年8月17日 - ）は、神奈川県相模原市出身の元プロ自転車競技（ロードレース）選手。

## 来歴
高校1年の終わりの頃にタッチ (漫画)を読み、全国大会出場に憧れ、趣味として乗っていた自転車で競技を始める。インターハイ出場を目標としたが、高校には自転車部がなかっただめ、学校と相談し一人ながら自転車部としての活動を認めてもらい、高校2年の県大会で2位、関東大会では5位の成績を収めインターハイの出場権を得た。インターハイは怪我の影響もあり結果は残せなかったが、秋にはジュニアユースの合宿に参加できた。高校3年のときに全国大会に入賞し日本代表として海外遠征もした。
2007年の世界選手権U23で日本代表選出。イタリアのアマチュアチームに3年間所属しイタリアの寮で生活しレースに出場していたが結果が出ず、環境を大きく変えようと2011年シーズンに宇都宮ブリッツェンに加入しプロデビュー。

## 主な成績
2007年
- 世界選手権U23日本代表で出場したが機材トラブルでリタイア

2012年
- 開田高原クリテリウム 優勝

2013年
- ツール・ド・おきなわ 優勝[2]

2015年
- ツール・ド・シンカラ 第9ステージ 優勝[3]

2016年
- 全日本選手権ロードレース 優勝[4]
- ツール・ド・フランスさいたまクリテリウム2016 第2位[5]

2017年
- ツアー・オブ・ジャパン 山岳賞[6]

2019年
- ジロ・デ・イタリア
  - 第3ステージ フーガ賞（逃げ賞）獲得[7]
  - 総合142位[8]
  - ジロ・デ・イタリア及びグランツールを完走した6人目の日本人選手となった。
  - 総合最下位での完走となったが、第3ステージでの単独での144㎞の逃げや第10ステージでの（2人での）逃げで健闘したこともあり、主催者より特別に黒いジャージ「マリア・ネーラ（英語版）」が与えられた。（マリア・ネーラは過去設定されていたときもあったが現在は表彰対象ではないものの、慣例として総合最下位の選手をマリア・ネーラと呼ぶことがある。）
- シーズン末をもって、プロ選手として現役引退。サイクルスポーツは趣味として継続予定[9]